# Carl Ewald
För andra betydelser, se Carl von Ewald.
Carl Ewald, född den 15 oktober 1856, död den 23 februari 1908 i Charlottenlund, var en dansk författare: Han var son till Herman Frederik Ewald samt far till Jesper Ewald och Poul Henningsen.
Ewald, som 1874 blev student och 1880-1883 var skolföreståndare i Köpenhamn, utvecklade en omfattande verksamhet som tidningsman och författare. Hans alstring innehåller de mest olikartade ting, ofta skickligt gjorda, men inte av någon djupare originalitet. Bland hans samtidsberättelser kan nämnas Lindegrenen (1886), Den gamle Stue (1895) och dess fortsättning Cordts Søn (1896), av hans historiska berättelser Børnekorstoget (1896; Barnkorståget) och Crumlin (1900); vidare den frivola Sulamiths Have (1898, 2:a upplagan 1899), de satiriska James Singletons store Udenlandsrejse (2 upplagan 1897) och Glæde over Danmark (1898); barnstudien Min lille Dreng (1899; Min lille Gosse) och Min store Pige (1904). Enhälligt erkännande har givits Ewalds sagor, Æventyr (flera samlingar 1882-1906).

## Svenska översättningar
- Det gamla rummet (Den gamle Stue) (okänd översättare, 1896)
- Barnkorståget (Børnekorstoget) (översättning N-ie, Gernandt, 1898)
- Min lille gosse (Min lille Dreng) (översättning Hellen Lindgren, Gernandt, 1900)
- Crumlin: en berättelse från gamla tider (Crumlin) (översättning Erik Thyselius, Beijer, 1901)
- Danska drottningar utan krona (översättning Hugo Lindblad, Bohlin, fem delar i sex band, 1917-1918)

Sagosamlingar
- I det fria: sagor och berättelser (översättning Hellen Lindgren, Gernandt, 1899)
- Sannsagor (okänd översättare, Ljus, 1906)
- Tvåben: sannsagor (okänd översättare, Ljus, 1907)
- Nya sannsagor (översättning S. Wessman, Ljus, 1907)
- Den stilla sjön och andra sannsagor (okänd översättare, Ljus, 1908)
- Småkryp och dess öden (anonym översättning, Ljus, 1908)
- Sagor om blommor och djur (anonym översättning, Ljus, 1909)
- Villervallan: en ny samling sannsagor (översättning S. Wessman, Ljus, 1911)
- Två sagor (översättning Greta Strömbom, Bauer, 1915) [Innehåll: Guldet ; Begynnelsen och slutet]
- Sagor i urval (anonym översättning, Ljus, 1917)
- Räven och tre andra djursagor (översättning Ebba Atterbom, Bauer, 1917)
- Den stilla sjön och andra sannsagor (anonym översättning, illustrationer av Olle Nyman, Bonnier, 1932)
- En otrolig historia och andra berättelser (översättning Eva Håkanson, Natur och kultur, 1960)